# Атабаев, Булат Манашевич
Булат Манашевич Атабаев (14 мая 1952, пос. Тентек, Талды-Курганская область, Казахская ССР, СССР — 29 июля 2021, Алма-Ата, Казахстан) — казахстанский театральный режиссёр, драматург, общественный деятель, заслуженный деятель РК, активист оппозиционного движения «Халык Майданы» («Народный фронт»), член незарегистрированной оппозиционной партии «Алга!».
Работал главным режиссёром Немецкого драматического театра и Казахского театра имени М. Ауэзова. Художественный руководитель театра «Аксарай».

## Уголовное преследование
Происходит из племени жалайыр. Атабаев выступал с середины 2011 года перед бастующими рабочими на юго-западе Казахстана. Он посещал бастующих в нефтяном городе Жанаозене, тем самым пытаясь привлечь внимания властей к требованиям рабочих, которые призывали власть и работодателей признать их право на независимые профсоюзы, а также обеспечить их заработной платой и условиями труда, соответствующими всем международным стандартам.
Он публично протестовал против применения правоохранительными органами огнестрельного оружия в отношении бастующих рабочих и безоружных граждан во время жестоких столкновений в Жанаозене в декабре 2011 года. Обвинения, выдвинутые против Болата Атабаева, были инициированы Комитетом национальной безопасности 6 января 2012 года в соответствии со статьей 164 Уголовного кодекса Республики Казахстан («Разжигание социальной розни»). Он был освобождён под подписку о невыезде. Ему было приказано не покидать город Алматы.
Алматинский городской районный суд 14 июня санкционировал его арест на основании того, что Болат Атабаев нарушил некоторые условия освобождения под подписку о невыезде: он отказался явиться на допрос в КНБ, а также от поездки в Актау для судебного разбирательства. Он был арестован 15 июня сотрудниками КНБ в тот момент, когда выходил из дома. Болат Атабаев объяснил, что он отказался идти на допрос из-за того, что хотел выразить протест против обвинений, выдвинутых против него, а также чтобы подчеркнуть несправедливое отношение правительства к демонстрантам и бастовавшим рабочим Жанаозена.
Он был этапирован в СИЗО города Актау 17 июня 2012 года. С осуждением ареста режиссёра выступили: уполномоченный по правам человека и вопросам международной помощи Маркус Ленинг, глава Института имени Гёте Клаус-Дитер Леман, большой вклад в освобождение Атабаева из СИЗО внёс известный кинорежиссёр Ермек Турсунов. Булат Атабаев освобождён из СИЗО 4 июля 2012 года.
После освобождения несколько лет жил в Германии.
Скончался 28 июля 2021 года, похоронен на Кенсайском кладбище.

## Семья
Был женат на певице Мадине Ералиевой. Есть сын — Арсен Ералы

## Театральные работы
- 2002 год — «Жумбак жан» («Душа-загадка») постановка по «Словам назидания» Абая[7].
- 2005 год — драма Мухтара Ауэзова «Карагоз»[8].

## Награды
- 1998 — присвоено почётное звание «Қазақстанның еңбек сіңірген қайраткері» (Заслуженный деятель Казахстана);
- 1998 — Медаль «Астана»;
- 20 февраля 2012 года — награждён Медалью Гёте «за заслуги в развитии отношений между театрами Казахстана и Германии»[9].